# Kościół Matki Bożej Częstochowskiej w Czelinie
Kościół pw. Matki Bożej Częstochowskiej w Czelinie  – kościół parafialny parafii Najświętszej Maryi Panny Częstochowskiej w Czelinie.

## Opis
Zbudowany z jednolitego kwadratowego granitu o regularnym układzie, bez chóru, z wieżą od strony zach. (tej samej szerokości co nawa) i zakrystią prostokątną od strony płn. Główny portal wejściowy od strony zach. Z architektonicznych pozostałości warto zauważyć w ścianie płd. fragment pierwotnego portalu i ciosów o profilu wałka. Szerokie okolenia w formie łuku u wejścia do kościoła zostały zamurowane, pozostały jedynie nieduże drzwi oddzielające wnętrze kościoła od kruchty.
Nawa główna o wymiarach 24,36 m × 10,80 m, szerokość murów 1,4 m, wysokość wieży 24 m.

## Historia
Starannie ociosane kwadry o jednolitym formacie oraz ich regularny układ w poziomych warstwach świadczą o powstaniu budowli w XIII w. Szeroki łuk ostry, który otwierał się pierwotnie z hali wieżowej do wnętrza kościoła, wskazuje na koniec XIII w. jako datę powstania, przynajmniej tej części budowli. 5 maja 1322 r. Kantoria Kamieńska otrzymała patronat kościoła w Czelinie; w Czelinie prowadzono Kancelarię Katedry Kamieńskiej. W 1348 r. wymieniany jest Tyderyk, prepozyt z Czelina (Thidericus praepositus de Zellin), w roku 1368 archidiakon Hynric Swynghen i w latach 1387 oraz 1399 Arnoldus de Garne archidiaconus Zellinensis.
Kościół przebudowany został w 1827 r. według projektu architekta Karla Schinkla, mury podwyższono o trzy warstwy układu kamiennego ponad obecną wysokość okien, przemurowano portal. W 1945 r. zniszczony w ponad 70%, odbudowany został w latach 1982-84.